# Formule 1 v roce 1967
XVIII. Mistrovství světa jezdců a 10. ročník poháru konstruktérů zahájila 2. ledna Grand Prix JAR a po 11 závodech 22. října při Grand Prix Mexika byl znám nový mistr světa. Mistrem světa pro rok 1967 se stal Denny Hulme a v Poháru konstruktérů zvítězil Brabham.

## Pohled na sezónu
Na Velké ceně Nizozemska představil Lotus nový motor Cosworth DFV sponzorovaný Fordem, který se stal jedním z nejlepších závodních motorů všech dob a vyhrál 155 Velkých cen, Le Mans a Indianapolis. Přestože Jim Clark vyhrál čtyři závody, Denny Hulme získal titul díky větší konzistenci. Osmiválec Repco v jeho Brabhamu, který byl v roce 1966 motorem, jenž měl být k dispozici, byl překonán v oblasti výkonu a musel se spolehnout na svou spolehlivost. V Monze Clark zajel do boxů, aby vyměnil pneumatiku, dohnal jedno kolo a znovu se ujal vedení, jen aby mu v posledním kole došlo palivo; tato jízda potvrdila jeho status jednoho z nejlepších jezdců všech dob. Dan Gurney s vozem Eagle získal své jediné vítězství a Pedro Rodríguez zajistil Cooperu poslední vítězství v dramatické Velké ceně Jižní Afriky, v níž byl John Love blízko vítězství ve svém zastaralém a soukromě nasazeném Cooperu-Climaxu.
Hulme se stal prvním ze dvou jezdců, kteří získali titul, aniž by v sezóně dosáhli jediného pole position. Tento výkon se podařilo zopakovat pouze Nikimu Laudovi v roce 1984. Je také jediným Novozélanďanem, který vyhrál mistrovství světa jezdců.
V roce 1967 zemřeli při událostech souvisejících s Formulí 1 dva jezdci. Jezdec Ferrari Lorenzo Bandini zahynul při ohnivé nehodě během Velké ceny Monaka 10. května. Když Bandini jel v 82. kole (ze 100) jako druhý za Hulmeovým vozem Brabham BT20, ztratil kontrolu nad svým vozem Ferrari 312, když vjel do šikany Harbour Chicane a narazil do svodidel. Dostal se do nevyzpytatelného smyku a poté narazil do sloupu veřejného osvětlení a převrátil se. Když pak Ferrari narazilo do balíků slámy u trati, jeho palivová nádrž explodovala v plamenech a Bandini pod ní zůstal uvězněný. Bandini utrpěl popáleniny na více než 70 % těla a o tři dny později v nemocnici zemřel. Britský jezdec Bob Anderson zahynul 27. srpna během testu na okruhu Silverstone s vozem Brabham. Anderson na mokré trati sklouzl z trati a narazil do sloupku maršálů, přičemž utrpěl vážná zranění hrudníku a krku. Později zemřel v nedaleké nemocnici Northampton General Hospital.

## Závody započítávané do MS
| Datum              | Grand Prix                               | Náhled | Akce         | Jezdec             | Vůz                 | Stav MS         |
| ------------------ | ---------------------------------------- | ------ | ------------ | ------------------ | ------------------- | --------------- |
| 1. GP 2. leden     | Jihoafrická republika Kyalami (Výsledky) |        | Závod        | Pedro Rodríguez    | Cooper-Maserati T81 | Pedro Rodríguez |
| 1. GP 2. leden     | Jihoafrická republika Kyalami (Výsledky) | Kolo   | Denny Hulme  | Brabham-Repco BT20 |                     | Pedro Rodríguez |
| 1. GP 2. leden     | Jihoafrická republika Kyalami (Výsledky) | Pole   | Jack Brabham | Brabham-Repco BT20 |                     | Pedro Rodríguez |
| 2. GP 7. května    | Monako Circuit de Monaco (Výsledky)      |        | Závod        | Denny Hulme        | Brabham-Repco BT20  | Denny Hulme     |
| 2. GP 7. května    | Monako Circuit de Monaco (Výsledky)      | Kolo   | Jim Clark    | Lotus-Climax 49    |                     | Denny Hulme     |
| 2. GP 7. května    | Monako Circuit de Monaco (Výsledky)      | Pole   | Jack Brabham | Brabham-Repco BT20 |                     | Denny Hulme     |
| 3. GP 4. červen    | Nizozemsko Zandvoort (Výsledky)          |        | Závod        | Jim Clark          | Lotus-Climax 49     | Denny Hulme     |
| 3. GP 4. červen    | Nizozemsko Zandvoort (Výsledky)          | Kolo   | Jim Clark    | Lotus-Climax 49    |                     | Denny Hulme     |
| 3. GP 4. červen    | Nizozemsko Zandvoort (Výsledky)          | Pole   | Graham Hill  | Lotus-Climax 49    |                     | Denny Hulme     |
| 4. GP 18. červen   | Belgie Spa-Francorchamps (Výsledky)      |        | Závod        | Dan Gurney         | Brabham-Repco BT20  | Denny Hulme     |
| 4. GP 18. červen   | Belgie Spa-Francorchamps (Výsledky)      | Kolo   | Dan Gurney   | Brabham-Repco BT20 |                     | Denny Hulme     |
| 4. GP 18. červen   | Belgie Spa-Francorchamps (Výsledky)      | Pole   | Jim Clark    | Lotus-Climax 49    |                     | Denny Hulme     |
| 5. GP 2. červenec  | Francie Bugatti Circuit (Výsledky)       |        | Závod        | Jack Brabham       | Brabham-Repco BT20  | Denny Hulme     |
| 5. GP 2. červenec  | Francie Bugatti Circuit (Výsledky)       | Kolo   | Graham Hill  | Brabham-Repco BT20 |                     | Denny Hulme     |
| 5. GP 2. červenec  | Francie Bugatti Circuit (Výsledky)       | Pole   | Graham Hill  | Brabham-Repco BT20 |                     | Denny Hulme     |
| 6. GP 15. červenec | Velká Británie Silverstone (Výsledky)    |        | Závod        | Jim Clark          | Lotus-Climax 49     | Denny Hulme     |
| 6. GP 15. červenec | Velká Británie Silverstone (Výsledky)    | Kolo   | Denny Hulme  | Brabham-Repco BT20 |                     | Denny Hulme     |
| 6. GP 15. červenec | Velká Británie Silverstone (Výsledky)    | Pole   | Jim Clark    | Lotus-Climax 49    |                     | Denny Hulme     |
| 7. GP 6. srpen     | Německo Nürburgring (Výsledky)           |        | Závod        | Denny Hulme        | Brabham-Repco BT20  | Denny Hulme     |
| 7. GP 6. srpen     | Německo Nürburgring (Výsledky)           | Kolo   | Dan Gurney   | Ferrari 246        |                     | Denny Hulme     |
| 7. GP 6. srpen     | Německo Nürburgring (Výsledky)           | Pole   | Jim Clark    | Lotus-Climax 49    |                     | Denny Hulme     |
| 8. GP 27. srpen    | Kanada Mosport Park (Výsledky)           |        | Závod        | Jack Brabham       | Brabham-Repco BT20  | Denny Hulme     |
| 8. GP 27. srpen    | Kanada Mosport Park (Výsledky)           | Kolo   | Jim Clark    | Lotus-Climax 49    |                     | Denny Hulme     |
| 8. GP 27. srpen    | Kanada Mosport Park (Výsledky)           | Pole   | Jim Clark    | Lotus-Climax 49    |                     | Denny Hulme     |
| 9. GP 10. září     | Itálie Monza (Výsledky)                  |        | Závod        | John Surtees       | Honda RA300         | Denny Hulme     |
| 9. GP 10. září     | Itálie Monza (Výsledky)                  | Kolo   | Jim Clark    | Lotus-Climax 49    |                     | Denny Hulme     |
| 9. GP 10. září     | Itálie Monza (Výsledky)                  | Pole   | Jim Clark    | Lotus-Climax 49    |                     | Denny Hulme     |
| 10. GP 1. říjen    | USA Watkins Glen (Výsledky)              |        | Závod        | Jim Clark          | Lotus-Climax 33     | Denny Hulme     |
| 10. GP 1. říjen    | USA Watkins Glen (Výsledky)              | Kolo   | Graham Hill  | Lotus-Climax 49    |                     | Denny Hulme     |
| 10. GP 1. říjen    | USA Watkins Glen (Výsledky)              | Pole   | Graham Hill  | Lotus-Climax 49    |                     | Denny Hulme     |
| 11. GP 22. říjen   | Mexiko Hermanos Rodríguez (Výsledky)     |        | Závod        | Jim Clark          | Lotus-Climax 49     | Denny Hulme     |
| 11. GP 22. říjen   | Mexiko Hermanos Rodríguez (Výsledky)     | Kolo   | Jim Clark    | Lotus-Climax 49    |                     | Denny Hulme     |
| 11. GP 22. říjen   | Mexiko Hermanos Rodríguez (Výsledky)     | Pole   | Jim Clark    | Lotus-Climax 49    |                     | Denny Hulme     |

### Jihoafrická republika
Jednalo se o první využití okruhu Kyalami nedaleko Johannesburgu pro závod mistrovství světa Formule 1. V sestavě jezdců došlo k několika změnám: John Surtees jezdil za Hondu, Graham Hill přestoupil k Lotusu, jeho místo u BRM zaujal Mike Spence a Pedro Rodríguez byl na zkoušce u Cooperu.
Denny Hulme od startu vedl Jacka Brabhama, ale Australan se brzy roztočil a přenechal druhé místo Surteesovi, kterému se však do 21. kola podařilo získat zpět druhé místo. Dále v poli dojel na třetím místě soukromý rhodeský závodník John Love se čtyřválcovým Cooperem Climax. Ve 41. kole odstoupil Brabham a ve 44. kole Dan Gurney. V 59. kole musel Hulme do boxů pro další brzdovou kapalinu a předal vedení Loveovi. Jeho jízda byla zastavena, protože pouhých sedm kol před koncem musel do boxů pro další palivo. Své první vítězství ve Formuli 1 pro Cooper získal Rodríguez před druhým Loveem a třetím Surteesem.

### Monako
Jack Brabham s vozem Brabham-Repco BT19 obsadil pole position a na trati dlouhé 3,145 km (1,954 míle) dosáhl průměrné rychlosti 80,779 km/h. Brabhama v první řadě doplnil Lorenzo Bandini z Ferrari. Další řadu tvořili Surtees s Hondou a Denny Hulme s druhým Brabhamem. Třetí řada byla výhradně skotskou záležitostí, Jim Clark (Lotus-Climax) před BRM Jackieho Stewarta.
Několik úvodních kol bylo rušných - Bandini šel do vedení. Brabhamovi téměř okamžitě vysadil motor Repco v zatáčce Spélugues a roztočil se před Brucem McLarenem a Jo Siffertem, kteří se srazili a vyhnuli se kolizi. Pouze Siffert poškodil svůj vůz a musel do boxů na opravu. Brabham pokračoval, ale z Mirabeau ztrácel olej do levého boku, zatímco Clark musel po uklouznutí na Brabhamově oleji vyjet na únikovou cestu (Brabham v důsledku toho odstoupil v Mirabeau s prasklým motorem).
Ve druhém kole Clark vyjel a propadl se na konec pole, zatímco Hulme a Stewart dokázali předjet Bandiniho a dostat se do vedení poté, co i on uklouzl na Brabhamově oleji. Hulme se držel v čele až do šestého kola, kdy se kolem něj prohnal Stewart, dokud se mu ve 14. kole nerozbilo korunové kolo a pastorek. Hulme se znovu ujal vedení. Závod se ustálil, Bandini byl druhý, McLaren třetí, po odstoupení Surteese s poruchou motoru. Clarkův hrdinský boj ze 14. místa až na čtvrté skončil ve 43. kole kvůli prasklému tlumiči. To posunulo Chrise Amona na čtvrté místo.
Ve druhé polovině závodu se Bandini začal přibližovat k Hulmeovi. McLaren držel Amona na uzdě, dokud nebyl nucen zajet do boxů kvůli výměně baterie. Tím se dostal za Amona a Grahama Hilla. Piers Courage s vozem BRM se v 65. kole roztočil v kopci za Sainte Devote a po vyjetí z trati okamžitě odstoupil.
V 82. kole došlo ke katastrofě. Bandiniho stíhací jízda skončila hrůzou, když v šikaně narazil do skryté kotvící hlavy, vůz se převrátil a explodoval v plamenech mezi balíky slámy. Bandini zůstal uvězněn ve svém voze, zatímco ten hořel. Záchranná akce byla beznadějně nedostatečná, zásah byl velmi pomalý a než se podařilo požár uhasit a Bandiniho zachránit a odvézt do nemocnice, uběhly drahocenné minuty. Záchraně nepomohl ani vrtulník s televizním štábem, který se vznášel v nízké výšce a přívalový proud od listů rotoru rozdmýchával zbytky ohně, který se znovu rozhořel s novou prudkostí.
Mezitím Hulme nadále bez problémů vedl závod až do cíle. Pouhých osm kol před koncem Amon píchl a propadl se na třetí místo, druhé místo obsadil Hill.
Bandini utrpěl strašlivé popáleniny a na následky těchto zranění o tři dny později zemřel - tato tragédie zastínila Hulmeho první vítězství na jednom z nejtěžších okruhů světa. V době, kdy se zpráva objevila, cestovala řada hvězdných jezdců do Spojených států, aby se kvalifikovala na závod Indianapolis 500. Jednalo se o poslední Velkou cenu Monaka, která se měla jet na 100 kol.
Po smutných událostech tohoto závodu byly na okruzích Grand Prix zakázány balíky slámy. Byl urychlen vývoj nehořlavých palivových systémů a nehořlavého oblečení pro jezdce a maršály a televizní štáb už nikdy nesměl letět s vrtulníkem nízko nad hořícím vozem.

### Nizozemsko
V závodě debutoval Lotus 49 s motorem Ford Cosworth DFV. Po dlouhém testování si Graham Hill vyjel pole position pro závod. Naproti tomu druhý jezdec Lotusu, Jim Clark, řídil vůz vůbec poprvé, což v kombinaci s mechanickými problémy vedlo k tomu, že se kvalifikoval až na osmém místě. Hill odstoupil z čela závodu, zatímco Clark se začal s vozem sžívat, když se probojoval do pole a zaznamenal první vítězství vozu v prvním závodě. Na setkání se poprvé objevily také vozy Brabham BT24 a BRM P115, ale ani jeden z nich se závodu nezúčastnil.
Pro Lotus 25 to byla poslední Velká cena. Podvozek R4, který řídil Chris Irwin, byl stejným podvozkem, s nímž Jim Clark získal v roce 1963 titul mistra světa.

### Belgie
Jim Clark vyjel ze startovního roštu z pole position a udržel si tuto pozici prvních 11 kol.Když musel do boxů na výměnu svíček, což ho stálo dvě minuty, měl náskok 20 sekund před Jackiem Stewartem a Danem Gurneym. Stewart si vybudoval pohodlný náskok, který se ještě zvýšil, když Gurney musel do boxů kvůli problémům s tlakem paliva a ztratil dalších 20 sekund. Nyní však přišly Stewartovy mechanické problémy, protože mu selhávalo řazení. Gurney vytvořil nový rekord kola, aby ho 8 kol před koncem dostihl a předjel a získal první vítězství pro krásný hořčíkový a titanový vůz Eagle. Díky nízké hmotnosti a pokročilé aerodynamice byl vůz velmi rychlý a Gurney na cestě za vítězstvím překonal rekordní průměr Tonyho Brookse ve Velké ceně (143 km/h), který byl stanoven o 8 let dříve. Na zadní rovince byla vozu Eagle naměřena rychlost 196 km/h, což byla na vůz s motorem o výkonu (v té době) necelých 400 koní mimořádná rychlost.
Mike Parkes měl v prvním kole na výjezdu z Blanchimontu strašlivou havárii poté, co ztratil kontrolu nad vozem (na oleji uniklém ze Stewartova BRM); jeho Ferrari se několikrát převrátilo a on byl vyhozen z vozu. Lékaři zvažovali amputaci nohou a týden byl v kómatu. Přežil, ale měl zlomené obě nohy. Parkes už nikdy ve Formuli 1 nezávodil.

### Francie
Nový okruh Bugatti využíval hlavní boxovou rovinku v Le Mans, která v roce 1967 neměla šikanu Dunlop Chicane, ale u "La Chapelle" se stáčela doprava do polní sekce, která se skládala z levotočivé zatáčky "Le Musée" s třetím rychlostním stupněm a zatáčky "Garage Vert" s druhým rychlostním stupněm, která vedla na zadní rovinku, jejímž jediným výrazným prvkem byla asi ve dvou třetinách levá zatáčka "Chemin Aux Boeups" (nyní pravolevá šikana), a pak se vracela zpět do boxové rovinky přes zatáčky "S Bleu" a "Raccordement" poblíž vjezdu do boxů.
Okruh Bugatti byl považován za poněkud nudný a byl všeobecně neoblíbený jak u jezdců, tak u diváků, kteří se závodu údajně zúčastnili pouze 20 000 lidí. Někteří jezdci si prý soukromě přáli, aby se závod jel na celém 13,461 km dlouhém okruhu Circuit de la Sarthe, kde 5,7 km dlouhá rovinka Mulsanne Straight byla o 1,3 km delší než celý okruh Bugatti. V té době byly v závodech Grand Prix běžné okruhy o délce 10 km (6,2 míle) nebo delší, včetně okruhu Spa-Francorchamps o délce 14,120 km (8,774 míle) používaného pro Velkou cenu Belgie a okruhu Nürburgring o délce 22,835 km (14,189 míle) používaného pro Velkou cenu Německa, takže mnoho jezdců se domnívalo, že by Automobile Club de France měl zvážit využití celého okruhu 24 hodin jako místa konání.
Graham Hill měl pole position a v prvním kole vedl, dokud ho nepřevzal Jack Brabham. V 7. kole se vedení ujal Jim Clark a Hill předjel Brabhama, aby se Lotus dostal do vedení 1:2. Hill se pak znovu ujal vedení, dokud mu ve 14. kole neselhalo korunové kolo a pastorek. Stejný problém způsobil Clarkovo odstoupení z čela ve 23. kole a Brabham tak zůstal před Danem Gurneym, Chrisem Amonem a Dennym Hulmem. Ve 41. kole prasklo na Gurneyho voze palivové potrubí, takže Brabham měl 1:2, a o několik kol později prasklo Amonovi lanko plynu. Brabham v klidu dojel domů a vyhrál svůj první závod po osmi Velkých cenách s náskokem 49,5 sekundy před týmovým kolegou Hulmem a o více než kolo před vozem BRM Jackieho Stewarta.

### Velká Británie
Závod na 80 kol vyhrál jezdec Lotusu Jim Clark, který startoval z pole position. Druhý skončil Denny Hulme za tým Brabham a třetí místo obsadil jezdec Ferrari Chris Amon.

### Německo
Jim Clark získal pole position pro tým Lotus s vozem Lotus 49 s motorem Cosworth DFV a na okruhu dlouhém 14,189 mil dosáhl průměrné rychlosti 105,598 km/h. Clark byl téměř o 10 sekund rychlejší než další jezdec, Denny Hulme s vozem Brabham-Repco BT24. Třetí nejrychlejší čas zajel Ickx s vozem F2 Matra - o 20 sekund rychleji než další vůz F2. Protože se jednalo o vůz formule 2, musel by Ickx startovat za hlavním startovním roštem. Proto se vedle Clarka a Hulmeho v první řadě čtyř vozů umístil BRM P115 Jackieho Stewarta a Eagle-Weslake T1G Dana Gurneyho. Druhý Eagle McLarenu zamířil do druhé řady, kde se k němu připojili John Surtees s Hondou RA273 a Jack Brabham s Brabham-Repco BT24.
Clark proměnil svou pole position v brzké vedení, zatímco jeho týmový kolega z týmu Lotus Graham Hill byl ze své 13. pozice na startovním roštu odsunut na trávu a restartoval z konce pole za vozy F2. První tři kola závodu se Clark držel před Hulmem a Gurneym. Ve čtvrtém kole Clark dramaticky zpomalil, jeho zavěšení se prohnulo, a závod tak pro něj skončil. Hill se se svým Lotusem dostal až na desáté místo, než ho mechanické potíže nakonec vyřadily ze závodu.
Vzápětí Gurney předjel Hulmeho a dostal se do vedení, zatímco Brabham byl třetí poté, co McLaren odstoupil s prasklým olejovým potrubím. Ickx i nadále působil dobrým dojmem. Nyní byl až pátý, za Stewartem. Skot předjel Brabhama, jenže měl problémy s převodovkou, a tak se Ickx posunul na čtvrté místo. Krátce poté se k němu přiblížilo Ferrari Chrise Amona a předjelo Matru F2. Ve 12. kole byl Ickx rovněž mimo závod po kolapsu tohoto předního zavěšení. V dalším kole praskl univerzální kloub na hnacím hřídeli vedoucího jezdce závodu Gurneyho. Hulme převzal vedení a zvítězil před svým týmovým kolegou Brabhamem a kolegou z Kiwi, Amonem. Byl to první závod šampionátu od Velké ceny Francie 1962 bez jezdce ze Spojeného království na stupních vítězů.

### Kanada
Závod na 90 kol byl osmým z 11 závodů šampionátu Formule 1 1967. Zvítězil Jack Brabham jedoucí za svůj vlastní tým Brabham. Jednalo se o první Velkou cenu Kanady, která měla status mistrovství světa.
Poté, co již na startovním roštu vyměnil baterii a ztratil šest kol, místní jezdec Al Pease během závodu roztočil svůj soukromý Eagle-Climax, zastavil se na okruhu a utrpěl další ztrátu baterie. Odběhl do boxů pro novou, doběhl zpět k vozu, sám baterii namontoval a pokračoval. V cíli stále ještě jel, i když na Brabhama ztrácel 43 kol.

### Itálie
Závod vyhrál britský jezdec John Surtees s vozem Honda. Pro Surteese to bylo šesté a poslední vítězství v kariéře a zároveň vůbec první závod pro vůz Honda RA300, se kterým zvítězil. Jednalo se o první závod Formule 1, při kterém byla použita startovní světla.
Tento závod je považován za jeden z nejlepších výkonů Jima Clarka ve Formuli 1.[citace potřebná] Závod vedl až do 12. kola, kdy dostal defekt a ztratil celé kolo. Následujících 48 kol se pak přes pole vzpamatovával, v 60. kole se ujal vedení a odjel. V posledním kole však nedostatek paliva v Clarkově Lotusu 49 umožnil Jacku Brabhamovi a Surteesovi předjet Skota a dojet na prvním a druhém místě, přičemž Surtees měl na cílové čáře náskok méně než jednoho vozu. Bylo to druhé vítězství týmu Honda F1 a poslední vítězství továrního týmu, dokud Jenson Button nevyhrál Velkou cenu Maďarska 2006.

#### USA
Jim Clark se v závěrečných dvou kolech dobelhal se svým porouchaným vozem do cíle o šest sekund před týmovým kolegou z Lotusu Grahamem Hillem a vyhrál svou třetí a poslední Velkou cenu Ameriky. Bylo to Skotovo třetí vítězství v sezóně a třiadvacáté v kariéře. V dubnu následujícího roku se Clark zabil v závodě Formule 2 v Německu, ale díky dalším dvěma vítězstvím (v Mexiku a Jihoafrické republice) získal nejvíce vítězství v historii Grand Prix - 25, o jedno více než Argentinec Juan Manuel Fangio.
Od třetího závodu roku v Nizozemsku byly vozy Lotus 49 Colina Chapmana nejrychlejšími vozy na trati a ve všech sedmi závodech, kterých se zúčastnily, získaly pole position. Spolehlivost vozů Lotus však byla úplně jiným problémem, a když se seriál vrátil do Severní Ameriky na poslední dva závody, jedinými zbývajícími uchazeči o titul mistra jezdců byli týmoví kolegové Brabham Sir Jack (obhájce titulu) a Denny Hulme.
Páteční tréninky začaly pod temným mlžným mrakem, a jak se počasí pomalu zlepšovalo, vozy Lotus opět dosahovaly nejrychlejších časů s Clarkem před Hillem. V sobotu bylo mnohem jasněji a téměř všichni zlepšili své časy z předchozího dne. Na konci tréninku Clark zajel čas 1:06,07, čímž překonal hranici průměrné rychlosti 125 km/h a zdánlivě si zajistil pole position. Hill však byl stále odhodlán získat za pole position odměnu 1 000 dolarů, a protože Clark testoval ovladatelnost svého vozu s plnými nádržemi, vyfoukl svému týmovému kolegovi cenu s časem 1:05,48 min. Dan Gurney, který se v Belgii stal prvním Američanem, jenž vyhrál Velkou cenu s vozem vlastní konstrukce, byl s vozem Eagle-Weslake třetí a Chris Amon s jediným přítomným Ferrari čtvrtý.
V den závodu přivítalo 80 000 diváků krásné jasné slunce. Předchozího večera Walter Hayes, ředitel pro veřejné záležitosti společnosti Ford of Dagenham, která přispěla 75 000 liber na vývoj osmiválce Cosworth-Ford, projevil důvěru v dobré výkony obou jezdců Lotus-Ford, když navrhl, aby si při volbě vítěze hodili mincí pro případ, že by se na konci závodu oba vozy utkaly! Jezdci souhlasili, když usoudili, že v Mexiku lze toto uspořádání obrátit, a Hill vyhrál hod.
Na startu se do čela dostali kolegové z týmu Lotus a na konci prvního kola vedl Hill před Clarkem, Gurneym, Brabhamem, Amonem, Hulmem a Brucem McLarenem. Ve druhém kole se Gurney posunul před Clarka na druhé místo a brzy poté se Hulme dostal před Amona a poté před svého týmového lídra Brabhama. V 10. kole vystřídal Gurneyho na druhém místě Clark, zatímco Amon se začal na Ferrari posouvat vpřed. Nejprve se dostal kolem Brabhama a ve 21. kole předjel Hulmeho a Gurneyho a dostal se na třetí místo, protože Američan zpomalil s prasklým zavěšením.
K překvapení všech Amon zmenšil náskok dvojice Lotusů, ale ztratil čtyři sekundy při pokusu o objetí Cooperu Jo Bonniera. Znovu se přiblížil, v zatáčkovitých úsecích získával náskok, ale při výjezdu z rychlých zatáček ztrácel. Vedoucí trojice se dotáhla na Joa Sifferta a Johna Surteese, ale Surtees zřejmě měl námitky proti Amonovým pokynům rukou a Honda se při brzdění vtěsnala zpět před Ferrari, přestože byla o tři kola pozadu! V 61. kole se Surteesovi porouchal motor, Amon ho předjel a znovu se rozjel za vedoucími vozy.
Hill přenechal vedení Clarkovi, když mu zamrzla spojka a na chvíli nemohl přeřadit. Když se Clark dostal dopředu, Amon v 65. kole dostihl Hilla. Zatímco Angličan se snažil najít rychlostní stupeň, Ferrari si dojelo pro druhé místo. Amonovi však v 76. kole náhle klesl tlak oleje a Hill se vrátil na druhé místo. Po osmi kolech, kdy Hillův Lotus opět nebyl schopen zařadit rychlostní stupeň, se Amon vrátil na druhé místo až do 96. kola, kdy po strhující jízdě jeho motoru konečně zcela došel olej.
Hill byl příliš daleko za ním, než aby si mohl nárokovat prvenství, které "získal" předchozího večera, a tak se zdálo, že Clark je doma volný. Pak se v polovině 106. kola zlomila podpěra na horní části pravého zadního zavěšení a kolo se propadlo dovnitř. Skot si natáhl krk, aby zhodnotil poškození, a začal vůz ošetřovat směrem k cíli, přičemž si dával obzvlášť pozor na levotočivé zatáčky! Hill byl dvě kola před koncem o 45 sekund zpět, do posledního kola najel o 23 sekund. S nemocnými zelenými i žlutými vozy Lotus kulhali do posledního kola. Nakonec Clark projel cílem o šest sekund před Hillem.
Hulme s nimi mohl v závěru něco udělat, ale motor jeho Brabhamu prskal kvůli nedostatku paliva a projel cílem jako třetí.

## Konečné hodnocení Mistrovství Světa

### Pohár jezdců
| Poř.                                                                           | Jezdci               | JAR | MON  | NED | BEL | FRA | GBR | GER  | CAN | ITA | USA | MEX | Body    |
| ------------------------------------------------------------------------------ | -------------------- | --- | ---- | --- | --- | --- | --- | ---- | --- | --- | --- | --- | ------- |
| 1                                                                              | Denny Hulme          | 4   | 1    | 3   | Ret | 2   | 2   | 1    | 2   | Ret | 3   | 3   | 51      |
| 2                                                                              | Jack Brabham         | 6   | Ret  | 2   | Ret | 1   | 4   | 2    | 1   | 2   | (5) | 2   | 46 (48) |
| 3                                                                              | Jim Clark            | Ret | Ret  | 1   | 6   | Ret | 1   | Ret  | Ret | 3   | 1   | 1   | 41      |
| 4                                                                              | John Surtees         | 3   | Ret  | Ret | Ret |     | 6   | 4    |     | 1   | Ret | 4   | 20      |
| 5                                                                              | Chris Amon           |     | 3    | 4   | 3   | Ret | 3   | 3    | 6   | 7   | Ret | 9   | 20      |
| 6                                                                              | Pedro Rodríguez      | 1   | 5    | Ret | 9   | 6   | 5   | 11   |     |     |     | 6   | 15      |
| 7                                                                              | Graham Hill          | Ret | 2    | Ret | Ret | Ret | Ret | Ret  | 4   | Ret | 2   | Ret | 15      |
| 8                                                                              | Dan Gurney           | Ret | Ret  | Ret | 1   | Ret | Ret | Ret  | 3   | Ret | Ret | Ret | 13      |
| 9                                                                              | Jackie Stewart       | Ret | Ret  | Ret | 2   | 3   | Ret | Ret  | Ret | Ret | Ret | Ret | 10      |
| 10                                                                             | Mike Spence          | Ret | 6    | 8   | 5   | Ret | Ret | Ret  | 5   | 5   | Ret | 5   | 9       |
| 11                                                                             | John Love            | 2   |      |     |     |     |     |      |     |     |     |     | 6       |
| 12                                                                             | Jo Siffert           | Ret | Ret  | 10  | 7   | 4   | Ret | Ret  | DNS | Ret | 4   | 12  | 6       |
| 13                                                                             | Jochen Rindt         | Ret | Ret  | Ret | 4   | Ret | Ret | Ret  | Ret | 4   | Ret |     | 6       |
| 14                                                                             | Bruce McLaren        |     | 4    | Ret |     | Ret | Ret | Ret  | 7   | Ret | Ret | Ret | 3       |
| 15                                                                             | Jo Bonnier           | Ret |      |     | Ret |     | Ret | 6    | 8   | Ret | 6   | 10  | 3       |
| 16                                                                             | Chris Irwin          |     |      | 7   | Ret | 5   | 7   | 9    | Ret | Ret | Ret | Ret | 2       |
| 17                                                                             | Bob Anderson         | 5   | DNQ  | 9   | 8   | Ret | Ret |      |     |     |     |     | 2       |
| 18                                                                             | Mike Parkes          |     |      | 5   | Ret |     |     |      |     |     |     |     | 2       |
| 19                                                                             | Guy Ligier           |     |      |     | 10  | NC  | 10  | 8    |     | Ret | Ret | 11  | 1       |
| 20                                                                             | Ludovico Scarfiotti  |     |      | 6   | NC  |     |     |      |     | Ret |     |     | 1       |
| 21                                                                             | Jacky Ickx           |     |      |     |     |     |     | Ret1 |     | 6   | Ret |     | 1       |
| —                                                                              | Jean-Pierre Beltoise |     | DNQ  |     |     |     |     |      |     |     | 7   | 7   | 0       |
| —                                                                              | David Hobbs          |     |      |     |     |     | 8   | 101  | 9   |     |     |     | 0       |
| —                                                                              | Jonathan Williams    |     |      |     |     |     |     |      |     |     |     | 8   | 0       |
| —                                                                              | Alan Rees            |     |      |     |     |     | 9   | 71   |     |     |     |     | 0       |
| —                                                                              | Richard Attwood      |     |      |     |     |     |     |      | 10  |     |     |     | 0       |
| —                                                                              | Mike Fisher          |     |      |     |     |     |     |      | 11  |     |     | DNS | 0       |
| —                                                                              | Dave Charlton        | NC  |      |     |     |     |     |      |     |     |     |     | 0       |
| —                                                                              | Luki Botha           | NC  |      |     |     |     |     |      |     |     |     |     | 0       |
| —                                                                              | Al Pease             |     |      |     |     |     |     |      | NC  |     |     |     | 0       |
| —                                                                              | Piers Courage        | Ret | Ret  |     |     |     | DNS |      |     |     |     |     | 0       |
| —                                                                              | Moisés Solana        |     |      |     |     |     |     |      |     |     | Ret | Ret | 0       |
| —                                                                              | Sam Tingle           | Ret |      |     |     |     |     |      |     |     |     |     | 0       |
| —                                                                              | Lorenzo Bandini†     |     | Ret† |     |     |     |     |      |     |     |     |     | 0       |
| —                                                                              | Johnny Servoz-Gavin  |     | Ret  |     |     |     |     |      |     |     |     |     | 0       |
| —                                                                              | Silvio Moser         |     |      |     |     |     | Ret |      |     |     |     |     | 0       |
| —                                                                              | Hubert Hahne         |     |      |     |     |     |     | Ret  |     |     |     |     | 0       |
| —                                                                              | Giancarlo Baghetti   |     |      |     |     |     |     |      |     | Ret |     |     | 0       |
| —                                                                              | Eppie Wietzes        |     |      |     |     |     |     |      | DSQ |     |     |     | 0       |
| —                                                                              | Tom Jones            |     |      |     |     |     |     |      | DNQ |     |     |     | 0       |
| —                                                                              | Richie Ginther       |     | DNQ  |     |     |     |     |      |     |     |     |     | 0       |
| Jezdci, kteří nemají nárok na body Formule 1, protože jezdili s vozy Formule 2 |                      |     |      |     |     |     |     |      |     |     |     |     |         |
| —                                                                              | Jackie Oliver        |     |      |     |     |     |     | 5    |     |     |     |     |         |
| —                                                                              | Brian Hart           |     |      |     |     |     |     | NC   |     |     |     |     |         |
| —                                                                              | Kurt Ahrens Jr.      |     |      |     |     |     |     | Ret  |     |     |     |     |         |
| —                                                                              | Jo Schlesser         |     |      |     |     |     |     | Ret  |     |     |     |     |         |
| —                                                                              | Gerhard Mitter       |     |      |     |     |     |     | Ret  |     |     |     |     |         |
| —                                                                              | Brian Redman         |     |      |     |     |     |     | DNS  |     |     |     |     |         |
| Poř.                                                                           | Jezdci               | JAR | MON  | NED | BEL | FRA | GBR | GER  | CAN | ITA | USA | MEX | Body    |

### Pohár konstruktérů
| Poř. | Konstruktéři    | JAR | MON | NED | BEL | FRA | GBR | GER | CAN | ITA | USA | MEX | Body    |
| ---- | --------------- | --- | --- | --- | --- | --- | --- | --- | --- | --- | --- | --- | ------- |
| 1    | Brabham-Repco   | 4   | 1   | 2   | Ret | 1   | 2   | 1   | 1   | 2   | (3) | 2   | 63 (67) |
| 2    | Lotus-Ford      |     |     | 1   | 6   | Ret | 1   | Ret | 4   | 3   | 1   | 1   | 44      |
| 3    | Cooper-Maserati | 1   | 5   | 10  | 4   | 4   | 5   | 6   | 8   | 4   | 4   | 6   | 28      |
| 4    | Honda           | 3   | Ret | Ret | Ret |     | 6   | 4   |     | 1   | Ret | 4   | 20      |
| 5    | Ferrari         |     | 3   | 4   | 3   | Ret | 3   | 3   | 6   | 7   | Ret | 8   | 20      |
| 6    | BRM             | Ret | 6   | 8   | 2   | 3   | 7   | 9   | 5   | 5   | Ret | 5   | 17      |
| 7    | Eagle-Weslake   |     | Ret | Ret | 1   | Ret | Ret | Ret | 3   | Ret | Ret | Ret | 13      |
| 8    | Lotus-BRM       | Ret | 2   | 7   |     |     |     |     | 11  |     |     | DNS | 6       |
| 9    | Cooper-Climax   | 2   |     |     |     |     |     |     | DNQ |     |     |     | 6       |
| 10   | McLaren-BRM     |     | 4   | Ret |     |     |     |     | 7   | Ret | Ret | Ret | 3       |
| 11   | Brabham-Climax  | 5   | DNQ | 9   | 8   | Ret | Ret |     |     |     |     |     | 2       |
| —    | Matra-Ford      |     | Ret |     |     |     |     |     |     |     | 7   | 7   | 0       |
| —    | Eagle-Climax    | Ret |     |     |     |     |     |     | NC  |     |     |     | 0       |
| —    | LDS-Climax      | Ret |     |     |     |     |     |     |     |     |     |     | 0       |
| —    | Lotus-Climax    |     | Ret |     |     |     |     |     |     |     |     |     | 0       |
| —    | Cooper-ATS      |     |     |     |     |     | Ret |     |     |     |     |     | 0       |
| —    | Lola-BMW        |     |     |     |     |     |     | Ret |     |     |     |     | 0       |
| Poř. | Konstruktéři    | JAR | MON | NED | BEL | FRA | GBR | GER | CAN | ITA | USA | MEX | Body    |

## Závody nezapočítávané do MS
- tučně – Tasmánský pohár
- kurzíva – Mistrovství Jihoafrické Republiky

| Datum        | Grand Prix               | Okruh            | Vítěz          | Vůz           | Výsledek |
| ------------ | ------------------------ | ---------------- | -------------- | ------------- | -------- |
| 7. leden     | Cape South Easter Trophy | Killarney        | John Love      | Cooper T79    | Výsledky |
| 7. leden     | Nový Zéland              | Pukekohe         | Jackie Stewart | BRM P261      | Výsledky |
| 14. leden    | Wills International Race | Levin            | Jim Clark      | Lotus 33      | Výsledky |
| 21. leden    | Lady Wigram Trophy Race  | Wigram           | Jim Clark      | Lotus 33      | Výsledky |
| 27. leden    | Teretonga International  | Teretonga        | Jim Clark      | Lotus 33      | Výsledky |
| 19. únor     | Austrálie                | Warwick Farm     | Jackie Stewart | BRM P261      | Výsledky |
| 26. únor     | Sandown International    | Sandown Park     | Jim Clark      | Lotus 33      | Výsledky |
| 6. březen    | South Pacific Trophy     | Longford         | Jack Brabham   | Brabham BT23A | Výsledky |
| 4. březen    | Rand Autumn Trophy       | Kyalami          | Dave Charlton  | Brabham BT11  | Výsledky |
| 12. březen   | Race of Champions        | Brands Hatch     | Dan Gurney     | Eagle T1G     | Výsledky |
| 27. březen   | Coronation 100           | Roy Hesketh      | John Love      | Cooper T79    | Výsledky |
| 8. duben     | Killarney National Races | Killarney        | Sam Tingle     | LDS 3         | Výsledky |
| 15. duben    | Spring Trophy            | Oulton Park      | Jack Brabham   | Brabham BT20  | Výsledky |
| 29. duben    | BRDC                     | Silverstone      | Mike Parkes    | Ferrari 312   | Výsledky |
| 7. květen    | Bulawayo 100             | Kumalo           | John Love      | Cooper T79    | Výsledky |
| 21. květen   | Syrakusy                 | Syrakusy         | Mike Parkes    | Ferrari 312   | Výsledky |
| 9. červen    | Natal Winter Trophy      | Roy Hesketh      | John Love      | Brabham BT20  | Výsledky |
| 23. červen   | Governor General Cup     | Lourenço Marques | John Love      | Brabham BT20  | Výsledky |
| 9. září      | Van Riebeeck Trophy      | Killarney        | John Love      | Brabham BT20  | Výsledky |
| 16. září     | International Gold Cup   | Oulton Park      | Jack Brabham   | Brabham BT24  | Výsledky |
| 7. říjen     | Rand Spring Trophy       | Kyalami          | Dave Charlton  | Brabham BT11  | Výsledky |
| 22. říjen    | Pat Fairfield Trophy     | Roy Hesketh      | John Love      | Brabham BT20  | Výsledky |
| 12. listopad | Španělsko                | Jarama           | Jim Clark      | Lotus 49      | Výsledky |
| 3. prosinec  | Grand Prix Rhodesie      | Kumalo           | John Love      | Brabham BT20  | Výsledky |